# Edinburg (Virginie)
Pour les articles homonymes, voir Edinburg.
La ville d’Edinburg est située dans le comté de Shenandoah, dans l’État de Virginie, aux États-Unis. Sa population s’élevait à 1 041 habitants lors du recensement de 2010, estimée à 1 068 habitants en 2016.

## Histoire
Edinburg a été fondée en 1852.

## Source
- (en) Cet article est partiellement ou en totalité issu de l’article de Wikipédia en anglais intitulé « Edinburg, Virginia » (voir la liste des auteurs).